# Jocko River (Flathead River)
Der Jocko River ist ein 50 km langer linker Nebenfluss des Flathead River im US-Bundesstaat Montana.

## Flusslauf
Der Jocko River entsteht in der Mission Range, einem Gebirgszug der Rocky Mountains, am Zusammenfluss seiner beiden Quellflüsse Middle und South Fork Jocko River. Er fließt anfangs 5 km nach Westen. Der North Fork Jocko River trifft von rechts auf den Fluss. Dieser wendet sich auf den folgenden 10 Kilometern nach Südwesten, bevor er sich allmählich in Richtung Westnordwest wendet. Der Jocko River passiert die Ortschaften Arlee und Ravalli. Der U.S. Highway 93 folgt ab Arlee dem Flusslauf. Der Jocko River mündet schließlich 800 m nordöstlich der Ortschaft Dixon in den Flathead River. Der Jocko River durchfließt die Countys Lake und Sanders.

## Hydrologie
Der Jocko River entwässert ein Areal von 992 km². Der mittlere Abfluss beträgt 6,6 m³/s. Die höchsten monatlichen Abflüsse treten gewöhnlich mit im Mittel 16,7 m³/s während der Schneeschmelze im Juni auf.